# قرار المحكمة العليا الإسرائيلية بشأن جدار الضفة الغربية

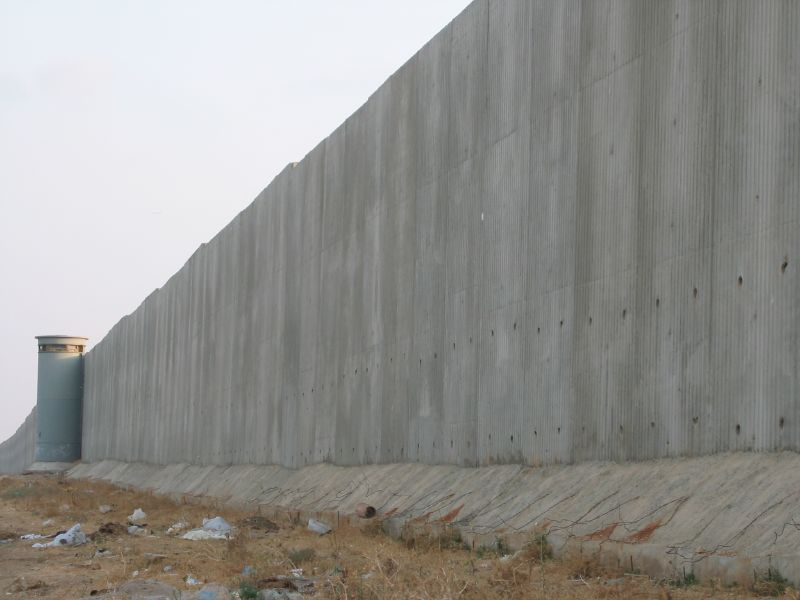
الجدار الإسرائيلي في الضفة الغربية، 31 أكتوبر، 2006

قرار المحكمة العليا الإسرائيلية بشأن جدار الضفة الغربية هو تعليمات أصدرتها المحكمة العليا الإسرائيلية، في مناسبتين، للحكومة الإسرائيلية بتغيير مسار الجدار لضمان تقليل الآثار السلبية على الفلسطينيين وتناسبها.

## قرار المحكمة العليا الإسرائيلية لعام 2004
في فبراير 2004، بدأت محكمة العدل العليا الإسرائيلية  في الاستماع إلى التماسات من منظمتين إسرائيليتين لحقوق الإنسان، هما مركز هموكيد للدفاع عن الفرد وجمعية الحقوق المدنية في إسرائيل ‏، ضد بناء الجدار، في إشارة إلى المحنة التي ستسببها للفلسطينيين في المنطقة. استمعت محكمة العدل العليا الإسرائيلية إلى عدة التماسات تتعلق بالجدار، وأحيانًا تُصدر أوامر مؤقتة أو تضع قيودًا على الأنشطة الإسرائيلية ذات الصلة.
كانت القضية الأهم هي الالتماس الذي قدمه مجلس بيت سوريك القروي في فبراير 2004، ورد عليه حكومة إسرائيل وقائد قوات جيش الاحتلال الإسرائيلي في الضفة الغربية، بشأن 40 كم من الجدار الفاصل القائم والمخطط له شمال القدس. كما قدم العديد من الأشخاص والمنظمات الأخرى طلبات. بعد عدد من جلسات الاستماع، صدر الحكم في 30 يونيو اتفقت المحكمة مع الطرفين على أن "نقطة الانطلاق العامة لجميع الأطراف - والتي تعد أيضًا نقطة انطلاقنا - هي أن إسرائيل تحتفظ بالمنطقة تحت الاحتلال العسكري (occupatio bellica)، "وتلك" الإدارة العسكرية، برئاسة القائد العسكري، تواصل تطبيق "المنبثقة عن" مبادئ القانون الإداري الإسرائيلي" و" أحكام القانون الدولي العام... التي أُنشئت أساسًا في... " اتفاقيات لاهاي. لم تبت المحكمة في "مسألة تطبيق اتفاقية جنيف الرابعة" لأن "السؤال ليس معروضًا علينا الآن، حيث يتفق الطرفان على أن القواعد الإنسانية لاتفاقية جنيف الرابعة تنطبق على القضية قيد المراجعة ".
كان الادعاء الأول الذي قدمه الملتمسون يجادل بأن بناء الحاجز يُعد بحد ذاته غير قانوني. قضت المحكمة بأن بناء الحاجز لأسباب أمنية سيكون قانونيًا على الرغم من أنه سيكون غير قانوني لأغراض سياسية أو اقتصادية أو اجتماعية. نظرًا لأن المحكمة قبلت حجة المدعى عليه بأن الجزء قيد المناقشة من الجدار مصمم لأغراض أمنية، فخسر الملتمسون هذا الادعاء.
وقد جادل الملتمسون "بالإشارة إلى مسار الجدار، ومحاولة إثبات أن بناء الجدار ليس بدافع من الاعتبارات الأمنية، ولكن بدافع من الاعتبارات السياسية" أنه إذا كان السياج مدفوعًا بشكل أساسي باعتبارات أمنية، فسيُبنى على أساس الخط الأخضر. ورفضت المحكمة مزاعمهم قائلة: "لا يمكننا قبول هذه الحجة. العكس هو الصحيح: إن المنظور الأمني - وليس المنظور السياسي - هو الذي يجب أن يفحص المسار بناءً على مزاياه الأمنية وحدها، دون اعتبار لموقع الخط الأخضر " (المادة 30) وأشار إلى أن" القائد يُفصل اعتباراته لاختيار المسار. ويُشير بضرورة أن يمر السور عبر الأراضي التي تسيطر طبوغرافيا على محيطه، بحيث يكون مساره مسطحًا قدر الإمكان من أجل السماح بمراقبته، وأن تُنشئ 'منطقة أمنية' من شأنها تأخير التسلل إلى إسرائيل. هذه اعتبارات أمنية بامتياز.... ليس لدينا سبب لعدم الإدلاء بهذه الشهادة بأقل من وزنها الكامل، وليس لدينا سبب لعدم تصديق صدق القائد العسكري ". (المادة 29)
أما الادعاء الثاني الذي قدمه الملتمسون، فادعى بأن مسار الجدار في المنطقة التي يغطيها الالتماس "ينتهك بشكل غير قانوني حقوق السكان الفلسطينيين". في هذه القضية، قضت المحكمة بأن المسار الحالي والمخطط قد فشل في مبدأ "التناسب" في كل من القانونين الإسرائيلي والدولي: أن الضرر الذي يلحق "بالسكان المحتلين يجب أن يكون متناسبًا مع الفوائد الأمنية". بل على العكس من ذلك، ذكرت المحكمة الطرق التي "يجرح بها مسار الجدار السكان المحليين بطريقة خطيرة وحادة، بينما ينتهك حقوقهم بموجب القانون الدولي الإنساني". وبناءً على ذلك، أمرت المحكمة بإعادة توجيه جزء يبلغ طوله 30 كيلومترًا من الحاجز الحالي والمخطط له.
بالرغم من أن الكثيرين في الحكومة الإسرائيلية والمؤسسة الأمنية ردوا بغضب على قرار المحكمة، إلا أن رد الفعل العام للحكومة كان راضيًا باعتبار المحكمة الجدار قانونيًا من حيث المبدأ. ووعد رئيس الوزراء شارون باتباع أمر المحكمة.

## قرار المحكمة العليا الإسرائيلية لعام 2005
قررت المحكمة الإسرائيلية العليا (بصفتها "محكمة العدل العليا") في قضية الملتمسين الفلسطينيين ضد حكومة إسرائيل أنه يجب على الحكومة إيجاد مسار بديل لتقليل التأثير على حقوق المدنيين الفلسطينيين المقيمين. قُدّم الالتماس إلى المحكمة نيابة عن خمس قرى محاصرة حاليًا في جيب أنشأه المسار الحالي للجدار. كما قضت المحكمة بأن القرار الصادرة عن محكمة العدل الدولية في لاهاي (والتي تتعلق بالوضع القانوني للجدار) ليست مُلزمة قانونًا في إسرائيل. يعد هذا الحكم هو الحكم المبدئي الثاني بشأن مسار الجدار الفاصل (الأول كان حكمًا في قضية بيت سوريك). الالتماس الذي تداولته هيئة موسعة من تسعة قضاة برئاسة رئيس المحكمة العليا أهارون باراك، كانت موجهة ضد مسار الجدار في منطقة جيب منشيه جنوب وشرق قلقيلية. أجرت المحكمة مراجعة لشهادات الجيش الإسرائيلي والمهندسين المعماريين الإسرائيليين ومقدمي الالتماس الفلسطينيين والخبراء العسكريين ومحكمة العدل الدولية، وقضت بأنه يجب على حكومة إسرائيل إيجاد مسار بديل لتقليل التأثير على حقوق المدنيين الفلسطينيين المقيمين :
لذلك، نحول أمر مشروط إلى أمر مطلق بالطريقة التالية: يجب على (المدعى عليهم)، خلال فترة معقولة، إعادة النظر في البدائل المختلفة لمسار جدار الفصل في ألفي منشيه، أثناء دراسة البدائل الأمنية التي تضر بنسيج حياة سكان قرى الجيب بدرجة أقل.في هذا السياق، يجب دراسة البديل الذي سيحتوي الجيب من خلاله فقط على ألفي منشيه وطريق يربط بإسرائيل ، بينما يُنقل الطريق الحالي الذي يربط ألفي منشيه بإسرائيل إلى موقع آخر في جنوب الجيب..
أخذت المحكمة على عاتقها مهمة فحص السياج قسمًا تلو الآخر، حتى في الأماكن التي اكتمل فيها بالفعل. قررت محكمة العدل الدولية في لاهاي أن جميع أجزاء الحاجز غير الموجودة على الخط الأخضر تنتهك القانون الدولي لأنه بُني في الأراضي المحتلة، وقررت المحكمة العليا أنه يحق للدولة الدفاع عن نفسها ومواطنيها، حتى في الأراضي التي عُرّفت على أنها "تحت الاحتلال الحربي" وفقًا لاتفاقية جنيف الرابعة - لكنها لا تستطيع بناء سياج من أجل ضم الأراضي.

إن استنتاج المحكمة يختلف عن استنتاج محكمة العدل الدولية. بحسب المحكمة العليا:
ينبع الاختلاف الرئيسي بين الحكمين بشكل أساسي من الاختلاف في الأساس الواقعي الذي اتخذت كل محكمة قرارها بناءً عليه. مرة أخرى، أُثبتت الحقيقة البسيطة: الحقائق هي أساس القانون، والقانون ينشأ من الوقائع (بحكم الأمر الواقع). استمدت محكمة العدل الدولية الأساس الواقعي لرأيها من تقرير الأمين العام، وبيانه المكتوب، وتقرير دوغارد، وتقرير زيغلر. استمدت المحكمة العليا الحقائق من المعطيات التي قدمها أمامها الملتمسون الفلسطينيون من جهة، والدولة من جهة أخرى.
سيؤثر قرار المحكمة على ما يقرب من 40 التماساً مختلفاً ما زال قيد النظر أمام المحكمة للمطالبة بتغيير مسار الجدار في عدة أقسام إضافية.

## روابط خارجية

### الحكومة والمحاكم الإسرائيلية
- حكم المحكمة العليا الإسرائيلية 2005